# Кашмэн, Роберт Эвертон
Роберт Эвертон Кашмэн-младший (англ. Robert E. Cushman, Jr.; 24 декабря 1914 — 2 января 1985) — американский генерал, 25-й комендант корпуса морской пехоты США (занимал этот пост с 1 января 1972 по 30 июня 1975 года). Отмечен наградами за героизм проявленный во время второй мировой войны, в битвах за Гуам (военно-морской крест), Бугенвиль (бронзовая звезда), и Иводзиму (легион почёта). Командовал всеми силами морской пехоты во Вьетнаме с июня по декабрь 1967 года. Занимал пост заместителя директора ЦРУ в 1969—1971 годах.

## Биография
Родился 24 декабря 1914 года в г. Сент-Пол, столице штата Миннесота в семье Роберта Эвертона Кашмэна и Джении Линд (в девичестве Камли).
В 16 лет окончил центральную хай-скул после чего поступил в военно-морскую академию, которую кончил десятым из 442 выпускников своего класса.
6 июня 1935 года был призван в морскую пехоту в звании второго лейтенанта. Находясь в этом звании Кашмэн окончил базовую школу офицеров морской пехоты на базе в Филадельфии затем краткое время служил на базе КМП в Сан-Диего, штат Калифорния. В феврале 1936 года Кашмэн прибыл в г. Шанхай (Китай) и возглавил 4-й взвод морских пехотинцев а позднее 2-ю бригаду морской пехоты. По возвращении в США в марте 1938 Кашмэн служил на военно-морских верфях в Бруклине (Нью-Йорк) и Портсмуте (штат Виргиния). В августе 1938 он был произведён в первые лейтенанты.
В апреле 1939 года первый лейтенант Кашмэн получил назначение в подразделение морской пехоты на всемирную выставку в Нью-Йорке. Затем он служил на базе морской пехоты в Куантико, штат Виргиния. В марте 1941 года он был произведён в капитаны.
В июне 1941 года он был назначен командиром подразделения морской пехоты на борту линкора USS Pennsylvania, который отплыл из Сан-Диего в Пёрл-Харбор. Он служил на этом посту во время нападения японцев на Пёрл-Харбор 7 декабря 1941 года. В мае 1942 года он был назначен на пост старшего помощника командира батальона 9-го полка морской пехоты в Сан-Диего и в этом же месяце произведён в майоры.
В сентябре 1942 года майор Кашмэн вместе со своим подразделением был переведён на базу Кемп-Пендлтон а в январе 1943 года отправился на тихоокеанский театр, став старшим помощником командира 2-го батальона 9-го полка морской пехоты. В мае 1943 года он был произведён в подполковники. Он находился на этом посту два года и периодически командовал своим батальоном в боях, был награждён бронзовой звездой с литерой «V» за Бугенвиль, военно-морским крестом за Гуам и легионом почёта с литерой «V» за Иводзиму, где две роты его батальона были почти полностью уничтожены (всего выжило 10 человек — трое из роты F и семеро из роты Е), попав в ловушку в дефиле (позднее получившим название «Карман Кашмэна»).
После возвращения в США в мае 1945 года подполковник Кашмэн три последующих года провёл в школе корпуса морской пехоты в Куантико. В это время он окончил школу старшего состава, работал инструктором в командно-штабной школе. Последние два года из этого срока он занимал пост инструктора-наблюдателя в школе амфибийной войны. В июне 1948 года он занял пост главы отдела амфибийной войны управления по военно-морским исследованиям военно-морского департамента в столице США, г. Вашингтоне. С октября 1949 по май 1951 года он служил в штабе центрального разведывательного управления (ЦРУ). Находясь там, он был произведён в полковники.
В июне 1951 года полковник Кашмэн вошёл в состав штаба главнокомандующего военно-морскими силами США по флоту в восточной Атлантике и Средиземному морю в Лондоне, заняв пост офицера по планированию амфибийной войны, и занимал его до июня 1953 года. После возвращения в США он был переведён в Норфолк, штат Виргиния, где служил на факультете штабного колледжа объединённых сил. В июле 1954 был назначен на пост директора управления по планированию и операциям вышеупомянутого колледжа. В июле 1956 года принял командование над 2-м полком морской пехоты на базе Кемп-Леджен, штат Северная Каролина.
В феврале 1957 года вернулся в Вашингтон, где прослужил четыре года в штабе вице-президента Ричарда Никсона в должности помощника вице-президента по делам национальной безопасности. Находясь на этом посту, он был повышен в звании до бригадного генерала в июле 1958 года.
В марте 1961 года занял пост помощника командира 3-й дивизии морской пехоты на Окинаве. В августе 1961 года он был повышен в звании до генерал-майора и в сентябре принял командование над дивизией.
В июне 1962 года он был переведён в главный штаб корпуса морской пехоты (HQMC) в г. Вашингтон, где одновременно занимал посты заместителя главы штаба по разведке (G-2) и заместителя по планированию, операциям и подготовке (G-3). На этих постах он прослужил до 1 января 1964 года, после чего до июня занимал пост заместителя (G-3).
С июня 1964 по март 1967 года генерал-майор Кашмэн занимал посты командующего базой морской пехоты Кэмп-Пендлтон, штат Калифорния и начальника штаба 4-й дивизии морской пехоты. В июне 1966 года он участвовал в формировании 5-й дивизии морской пехоты и до ноября 1966 года был командиром базы Кэмп-Пендлтон.
В апреле 1967 года получил приказ отправляться в республику Вьетнам и с апреля по май 1967 года занимал пост заместителя командира 3-го экспедиционного корпуса морской пехоты. Это был самый большой объединённый боевой отряд возглавляемый морским пехотинцем. В июне 1967 года он был произведён в генерал-лейтенанты. С июня по декабрь 1967 года он возглавлял 3-й экспедиционный корпус. Его служба была отмечена двумя военно-морскими медалями «За выдающуюся службу» (вместо второй медали он получил золотую звезду повторного награждения). Затем он служил старшим советником по боевой зоне 1-го корпуса, а с января 1968 по март 1969 года был координатором 1-го корпуса США и вспомогательных сил свободного мира.
6 марта 1969 года, находясь во Вьетнаме, он был выдвинут президентом Никсоном на пост заместителя директора ЦРУ. 21 апреля 1969 года сенат утвердил кандидатуру Кашмэна. По возвращении в США он краткое время прослужил на постах директора по личному составу и заместителя начальника штаба по личному составу главного штаба морской пехоты. С апреля 1969 по декабрь 1971 года Кашмэн служил на посту заместителя директора ЦРУ, его служба на этом посту была отмечена медалью «За выдающуюся службу разведке».
1 января 1972 года он был произведён в генералы и занял пост коменданта корпуса морской пехоты. Находясь на этом посту, он видел, как последние морские пехотинцы покидают Вьетанам и уменьшается численность корпуса в мирное время до 194 тыс. чел. В то же время корпус оставался в состоянии боеготовности, что продемонстрировал в таких инцидентах, как захват судна «Маягуэс» и эвакуация из Сайгона и Пномпеня.
Кашмэн скончался 2 января 1985 года в своём доме в Форт-Вашингтон, штат Мэриленд. Тело было погребено на Арлингтонском национальном кладбище.

## Награды
| Золотая звезда повторного награждения · Золотая звезда повторного награждения · Золотая звезда повторного награждения |                             |  |                            |
| |                             |  | Бронзовая звезда за службу |
| Бронзовая звезда за службу                                                                                            |                             |  | Бронзовая звезда за службу |
| | Серебряная звезда за службу |  | Бронзовая звезда за службу |
| Бронзовая звезда за службу · Серебряная звезда за службу · Бронзовая звезда за службу                                 |                             |  |                            |
| |                             |  |                            |
| |                             |  |                            |

| 1-й ряд |                                                               | Военно-морской крест (США)                                                  | Медаль «За выдающуюся службу» (ВМС США) с тремя звёздами повторного награждения |                                                                           |
| 2-й ряд | Орден «Легион почёта» с литерой «V»                           | Бронзовая звезда (США) с литерой «V»                                        | Похвальная медаль ВМС и КМП                                                     | Президентская благодарность подразделению (ВМС) с одной звездой за службу |
| 3-й ряд | Благодарность части Военно-морского флота со звездой          | Distinguished Intelligence Medal                                            | Медаль «За службу в Китае» (США)                                                | Медаль «За защиту Америки» со звездой                                     |
| 4-й ряд | Медаль «За Американскую кампанию»                             | Медаль «За Азиатско-тихоокеанскую кампанию» с пятью звёздами                | Медаль Победы во Второй мировой войне (США)                                     | Медаль за службу национальной обороне (США) со звездой                    |
| 5-й ряд | Медаль «За службу во Вьетнаме» с семью звёздами               | Орден Мая за военно-морские заслуги, класс командора (Аргентина)            | Национальный орден Вьетнама, командор                                           | Национальный орден Вьетнама, офицер                                       |
| 6-й ряд | Орден «За выдающиеся заслуги» (Южный Вьетнам) Армия (I класс) | Орден «За выдающиеся заслуги» (Южный Вьетнам) Военно-морские силы (I класс) | Крест «За храбрость» (Южный Вьетнам) с двумя пальмами                           | Орден «За военные заслуги», Eulji Cordon Medal, Южная Корея               |
| 7-й ряд | Орден «За военные заслуги», Chungmu Cordon Medal, Южная Корея | Order of National Security Merit, Sam-il Medal Южная Корея                  | Крест «За храбрость» (Южный Вьетнам) для подразделения                          | Медаль вьетнамской кампании                                               |